# CCA tRNK nukleotidiltransferaza
CCA tRNK nukleotidiltransferaza (EC 2.7.7.72, enzim CCA dodavanja, tRNK CCA-pirofosforilaza, tRNK-nukleotidiltransferaza, transfer-RNK nukleotidiltransferaza, transfer ribonukleinska kiselina nukleotidil transferaza, CTP(ATP):tRNK nukleotidiltransferaza, transfer ribonukleat adenililtransferaza, transfer ribonukleat adeniltransferaza, transfer RNK adenililtransferaza, transfer ribonukleat nukleotidiltransferaza, ATP (CTP):tRNK nukleotidiltransferaza, ribonukleinska citidilna citidilna adenilna pirofosforilaza, transfer ribonukleinska adenilil (citidilil) transferaza, transfer ribonukleinska-terminal trinukleotid nukleotidiltransferaza, transfer ribonukleat citidililtransferaza, ribonukleinska citidililtransferaza, -C-C-A pirofosforilaza, ATP(CTP)-tRNK nukleotidiltransferaza, tRNK adenilil(citidilil)transferaza, CTP:tRNK citidililtransferaza) je enzim sa sistematskim imenom CTP,CTP,ATP:tRNK citidilil,citidilil,adenililtransferaza. Ovaj enzim katalizuje sledeću hemijsku reakciju
tRNK prekurzor + 2 CTP + ATP {\displaystyle \rightleftharpoons } tRNK sa 3' CCA krajem + 3 difosfat (sveukupna reakcija)
(1a) tRNK prekurzor + CTP {\displaystyle \rightleftharpoons } a tRNK sa 3' citidin krajem + difosfat
(1b) tRNK sa 3' citidinom + CTP {\displaystyle \rightleftharpoons } tRNK sa 3' CC krajem + difosfat
(1c) tRNK sa 3' CC krajem + ATP {\displaystyle \rightleftharpoons } tRNK sa 3' CCA krajem + difosfat
Acilacija svih tRNK molekula aminokiselinom odvija se na terminalnoj ribozi 3' CCA sekvence.

## Literatura
- Nicholas C. Price; Lewis Stevens (1999). Fundamentals of Enzymology: The Cell and Molecular Biology of Catalytic Proteins (Third изд.). USA: Oxford University Press. ISBN 019850229X.
- Eric J. Toone (2006). Advances in Enzymology and Related Areas of Molecular Biology, Protein Evolution (Volume 75 изд.). Wiley-Interscience. ISBN 0471205036.
- Branden C; Tooze J. Introduction to Protein Structure. New York, NY: Garland Publishing. ISBN 0-8153-2305-0.
- Irwin H. Segel. Enzyme Kinetics: Behavior and Analysis of Rapid Equilibrium and Steady-State Enzyme Systems (Book 44 изд.). Wiley Classics Library. ISBN 0471303097.
- William P. Jencks (1987). Catalysis in Chemistry and Enzymology. Dover Publications. ISBN 0486654605.

## Spoljašnje veze
- CCA+tRNA+nucleotidyltransferase на 